# Liste de rues médiévales du quartier du Chardonnet

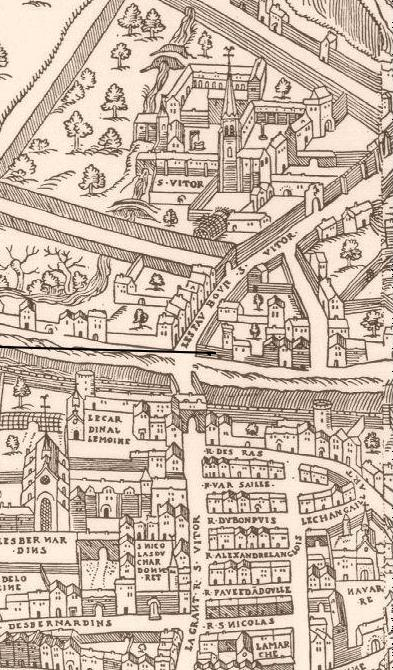
Détail du plan de Truchet et Hoyau, dit « plan de Bâle » vers 1550.

Liste de rues médiévales du quartier du Chardonnet à Paris.

## Le « Dit des Rues de Paris »
Elles  sont connues par Le Dit des rues de Paris de Guillot de Paris, qui écrit son poème vers 1280.   
Les rues anciennes étaient parfois mal famées, peuplées de coquillards, d'écoliers, et on trouvait Place Maubert une potence et un lieu d'exécution par le feu au XVIe siècle  : on y exécutait les sentences des officiers de justice et magistrats de l'Ancien Régime.  
(extrait)
«  De Saint Marcel; par Saint Copin --

Encontre est la rue Clopin  - -

Et puis la rue Traversainne --

Qui si et en baut bien loin de Sainne.--

Enprès est la rue des Murs :--

De cheminer ne fu pas mus --

Jusqu' à la rue Saint Victor :-
-

Ne trouvai ne porc ne butor --

Mes femme qui autre conseille --

Puis truis la rue de Verceille --

Et puis la rue du Bon Puis --

La maiut la femme à i chapuis --

Qui de maint home a fait ses  glais--

La rue Alexandre l'Englais --

Et la rue Pavée Goire  --

La buige du bon vin de boire ;--

En la vue Saint Nicolas-Du-Chardonnai ne fu pas las --

En la rue de Bièvre vins -

Juque i petit m 'assis  ---

D 'iluec en la rue Perdue, - -

Ma voie ne fut pas perdue --

Je m' en reving droit en la place Maubert-

et bien trouvai la trace --

D'Ilec en la rue à Trois Portes --

Dont l'une le chemin raporte --

Droit à la rue de Gallande --

Où il n'a ne forest ne lande, --

Et l'autre en la rue d'Aras --

Ou se nourrissent maint grands rats --

Enprès est rue de l'Escole --

Là demeure Dame Nicole :--

En cette rue ce me semble --

Vent-on e sain et sueur ensemble --

Puis la rue Saint Julien --

Qui nous garde de mauvais lien --

M'en reving en la Bûcherie puis en la Poissonnerie.-

C'est vérité que vous despont --

Les rues d'outre-Petit-Pont --

Avons nommées toutes par nom. »

## XVIe siècle
Le clos du Chardonnet se couvre de maisons à la fin du règne de François Ier, des rues furent données à René d'Ablon et d'Albiac, et en 1540 vingt-quatre maisons sont construites : Un fief attenant au clos se nomme Villeneuve-Saint-René avec un chemin homonyme, puis rue du Battoir. Quelques rues du quartier Maubert qu'on retrouvera  citées dans la nomenclature de l'église Saint-Nicolas-du-Chardonnet de 1856 :

## Quelques rues du Quartier Maubert
- Rue du Chardonnay ou du Chardonneret devenue rue Saint-Nicolas, vicus sancti Nicholai prope pueteum, à côté du Puits (le Puits de l'Hermite) (1250).
- Rue de Versailles, du nom de Pierre de Versailiis qui y demeura en 1270
- Rue du Mûrier, ou rue Pavée, vicus Pavatus (1243) ou Pavée-Goire, surnommée rue Pavée d'Andouilles.
- Rue Clopin ou Champ-Gaillard, nommée ainsi de la grande maison Clopin, en 1258 devenue rue Clovis.
- Rue des Murs, alias rue d'Arras.
- Rue de Seine, ou Rue Ponceau à cause du Pont du Canal de Bièvre avec deux impasses, rue du Cochon et rue du Tondeur.
- Rue de Bièvre servant d'égout au Quartier de Saint-Nicolas-du-Chardonnet depuis l'installation des moines de Saint Victor, avec son canal recouvert d'une voûte de pierre de taille, longue et haute, passant juste devant l'église et bien visible sur le Plan de Bâle.
- La rue du Fouarre ou rue des écoliers donnant sur la rue Galande : quoique dépendant auparavant de l'église Saint-Julien-le-Pauvre est à citer : « cette rue fut nommée ainsi en 1300 la rue au Feurre puis rue du Feurre enfin rue du Fouare. Ces trois derniers noms lui ont été donnés d'un vieux mot signifiant paille car les écoliers étaient assis sur des bottes de paille dans les écoles de l'Université de Paris. Et il n'y avait aussi ni bancs ni chaises non plus dans les Eglises jonchées de paille fraiche et d'herbes odoriférantes pour Noël et les fêtes. La rue du Fouare est célèbre dans les écrits de Dante, de Pétrarque, de Rabelais. Elle était fermée la nuit à ses deux extrémités. La Picardie y a fait construire une chapelle au sein de son collège de Picardie avec cloches et campaniles en 1506 sous l'invocation de la Vierge, de Saint-Nicolas et de Sainte- Catherine, tout comme Saint Nicolas du Chardonnet, appelée la chapelle Saint-Nicolas des écoliers de Picardie[1]. »
- Rue des Grands-Degrés, gradus...domus juxta sequanam prope gradum. puis rue saint Bernard puis rue Pavée puis rue de la Tournelle.
- Rue Françoise ouverte à la fin du règne de François Ier ou la Clef, autrement dit Rue du Clos du Chardonneret ou rue Villeneuve-Saint-René, Carrefour du Puits de l'Ermite. Près de trois rues, de la Clef, Gratieuse, alias rue du Noir.
- Rue Alexandre l'Anglois, devenue rue de Paon du nom d'une enseigne en 1540, rue du Paon-Saint-Victor et la rue du Petit Paon alias la Rue de l'Hôtel de Reims (impasse).
- Rue Perdue, rue Traversine, ou Traversaine ou Traverisière.
- Rue Trippelet et Tripelle de Jehan Trippelet  en 1540 (Tripette, Tripotte, Triplet, Triperet, Tripelle, Tripolet, Tripellé ), prend le nom de rue Triperet
- Le  quai  Saint-Bernard et le Quai de la Tournelle